# Gare centrale de Kiel
La gare centrale de Kiel (en allemand : Kiel Hauptbahnhof) est une gare ferroviaire allemande, située au centre de la ville de Kiel dans le land de Schleswig-Holstein.

## Situation ferroviaire
La gare centrale de Kiel est une gare en cul-de-sac. Elle possède un hall de 124 m longueur et 56 m largeur et 18 m hauteur (chiffres du bureau de conception, la Deutsche Bahn donne d'autres chiffres: 121 m / 55 m / 17 m). L'espace d'accueil est en forme "U". Elle se trouve directement au bord de la Fœrde de Kiel à quelques centaines de mètres des embarcadères des ferries pour Oslo et Göteborg.

## Histoire
La gare est ouverte en 1899 remplaçant une gare construite à 250 mètres plus au nord entre 1843 et 1846. Elle est réaménagée de 1999 à 2006 (restructuration de presque toute la gare) et de 2013 à 2014 (construction de deux voies supplémentaires).
La gare est fréquentée d'environ 30 000 voyageurs et visiteurs chaque jour. Elle est donc la deuxième plus grande gare du Schleswig-Holstein après celle de Lübeck. Environ 100 000 personnes fréquentent chaque jour la surface de la gare (donc la gare-même, la Place de la Gare et l'arrêt de bus).

## Service des voyageurs

### Accueil
Dans le hall d'accueil de la gare, des guichets de billet sont à la disposition des voyageurs comme aussi un infopoint. La gare dispose de coffres, de toilettes, d'un service wifi et de divers magasins. La gare est accessible pour les personnes à la mobilité réduite.

### Desserte

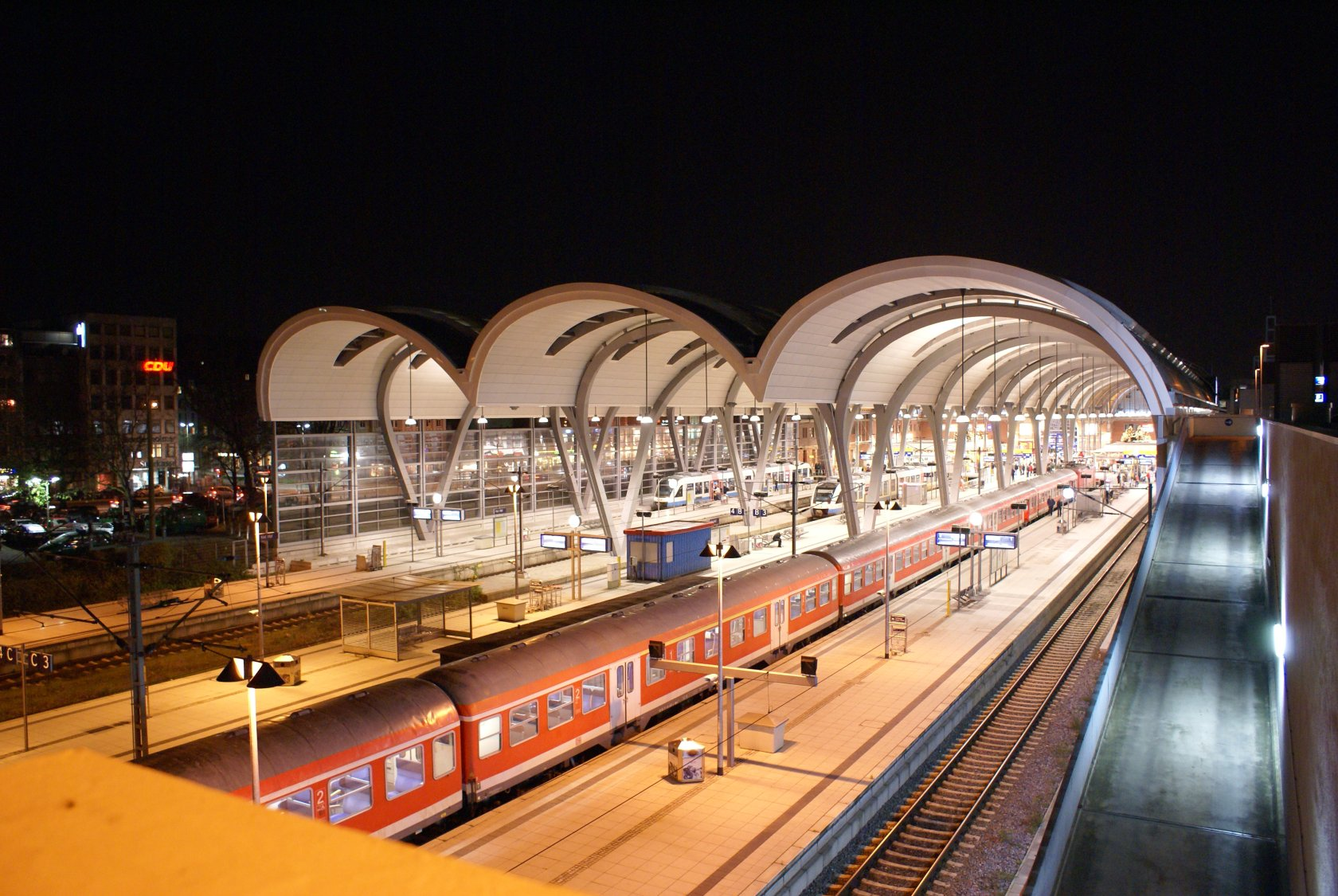
Vue de nuit de l'ensemble des voies

La gare est desservie par la DB.

#### Réseau Grandes lignes
InterCityExpress, InterCity, EuroCity
| Ligne    | Parcours | Cadence                        |
| -------- | --- | ------------------------------ |
| ICE 20   | (Kiel Hbf –) Hambourg Hbf – Hanovre Hbf – Kassel-Wilhelmshöhe – Francfort Hbf – Mannheim Hbf - Karlsruhe Hbf – Fribourg Hbf – Bâle SBB (– Zürich HB – Coire) | certains trains                |
| ICE 22   | (Kiel Hbf –) Hamburg Hbf – Hanovre Hbf – Cassel-Wilhelmshöhe – Francfort Hbf – Aéroport Francfort – Mannheim Hbf (– Heidelberg Hbf) – Stuttgart Hbf          | certains trains                |
| ICE 28   | (Kiel –) Hambourg – Berlin – Lutherstadt Wittemberg – Leipzig Hbf                                                                                            | certains trains                |
| ICE 31   | Kiel Hbf – Hambourg Hbf – Osnabrück Hbf – Dortmund Hbf – Düsseldorf Hbf – Köln Hbf – Koblenz Hbf – Francfort Hbf – Würzburg Hbf – Nuremberg – Munich Hbf     | certains trains                |
| IC 31    | (Kiel Hbf –) Hambourg Hbf – Münster (Westf) Hbf – Dortmund Hbf – Cologne Hbf – Mainz Hbf – Frankfurt (Main) Hbf (– Würzburg Hbf – Nürnberg Hbf – Passau Hbf) | certains trains                |
| Eurocity | Prague – Dresden – Berlin – Hambourg Altona (– Kiel Hbf ) | certains trains (hebdomadaire) |

#### Trains régionaux
RegionalExpress, RegionalBahn;
| Ligne | Parcours | Kursbuchstrecke (de) 1) |
| ----- | --- | ----------------------- |
| RE 70 | Kiel Hauptbahnhof – Bordesholm (de) – Neumünster (de) – Brokstedt – Wrist (de) – Elmshorn (de) – Hambourg-Dammtor (de) – Hambourg Hbf | 103                     |
| RE 72 | Kiel Hauptbahnhof – Suchsdorf – Gettorf – Eckernförde (de) – Rieseby – Süderbrarup – Sörup – Husby – Flensbourg (de) | 146                     |
| RB 73 | Kiel Hauptbahnhof – Kiel-Hassee CITTI-PARK (de) – Kronshagen – Suchsdorf – Gettorf – Eckernförde (de) | 146                     |
| RE 74 | Kiel Hauptbahnhof – Felde – Rendsburg (de) – Owschlag – Schleswig (de) – Jübek – Husum (de) | 134                     |
| RB 75 | Kiel Hauptbahnhof – Kiel-Hassee CITTI-PARK (de) – Kiel-Russee – Melsdorf – Achterwehr – Felde – Bredenbek – Schülldorf – Rendsburg (de) (depuis le 5 janvier 2015)                                                                                         | 134                     |
| RB 76 | Kiel Hauptbahnhof – Kiel-Schulen am Langsee | 133                     |
| RB 77 | Kiel Hauptbahnhof – Flintbek – Bordesholm (de) – Einfeld – Neumünster (de) | 103                     |
| RE 83 | Kiel Hauptbahnhof – Raisdorf – Preetz – Plön – Bad Malente-Gremsmühlen – Eutin – Bad Schwartau – Gare centrale de Lübeck – Lübeck Hochschulstadtteil – Lübeck-Aéroport (de) – Ratzebourg – Mölln (de) – Büchen (de) – Lauenburg (Elbe) – Echem – Lunebourg | 145                     |
| RB 84 | Kiel Hauptbahnhof – Kiel-Elmschenhagen – Raisdorf – Preetz – Ascheberg – Plön – Bad Malente-Gremsmühlen – Eutin – Pönitz – Pansdorf – Bad Schwartau – Gare centrale de Lübeck                                                                              | 145                     |

1) Numéro du indicateur des chemins de fer de la DB.

### Intermodalité
La gare permet d'échanger aux bus urbains et régionaux ainsi qu'aux cars longue distance parmi la gare routière juste à côté.
Les embarcadères des ferries vers la Norvège, la Suède et la Lituanie sont à proximité.